# Порт-Ричі (Флорида)
Порт-Ричі (англ. Port Richey) — місто (англ. city) в США, в окрузі Паско штату Флорида. Населення — 3052 особи (2020).

## Географія
Порт-Ричі розташований за координатами 28°16′40″ пн. ш. 82°43′42″ зх. д. / 28.27778° пн. ш. 82.72833° зх. д. (28.277858, -82.728276).  За даними Бюро перепису населення США в 2010 році місто мало площу 7,43 км², з яких 5,74 км² — суходіл та 1,69 км² — водойми. В 2017 році площа становила 5,90 км², з яких 5,75 км² — суходіл та 0,15 км² — водойми.

## Демографія
Згідно з переписом 2010 року, у місті мешкала 2671 особа в 1269 домогосподарствах у складі 669 родин. Густота населення становила 359 осіб/км².  Було 1772 помешкання (238/км²).
Расовий склад населення:
| - 92,5 % — білих - 1,7 % — чорних або афроамериканців - 1,7 % — азіатів - 0,7 % — корінних американців - 0,1 % — вихідців з тихоокеанських островів - 1,6 % — осіб інших рас |

До двох чи більше рас належало 1,8 %. Частка іспаномовних становила 6,0 % від усіх жителів.
За віковим діапазоном населення розподілялося таким чином: 13,8 % — особи молодші 18 років, 58,7 % — особи у віці 18—64 років, 27,5 % — особи у віці 65 років та старші. Медіана віку мешканця становила 52,0 року. На 100 осіб жіночої статі у місті припадало 102,2 чоловіків;  на 100 жінок у віці від 18 років та старших — 101,8 чоловіків також старших 18 років.
Середній дохід на одне домашнє господарство  становив 55 907 доларів США (медіана — 39 028), а середній дохід на одну сім'ю — 72 986 доларів (медіана — 56 250). Медіана доходів становила 37 413 долари для чоловіків та 34 063 долари для жінок. За межею бідності перебувало 15,1 % осіб, у тому числі 13,7 % дітей у віці до 18 років та 5,9 % осіб у віці 65 років та старших.
Цивільне працевлаштоване населення становило 1124 особи. Основні галузі зайнятості: освіта, охорона здоров'я та соціальна допомога — 23,5 %, науковці, спеціалісти, менеджери — 17,8 %, роздрібна торгівля — 13,8 %, мистецтво, розваги та відпочинок — 11,8 %.